# 피아노 협주곡 2번 (베토벤)
《피아노 협주곡 2번 내림나장조, 작품 번호 19》는 주로 1786년에서 1790년에 걸쳐 루트비히 판 베토벤에 의해 쓰인 피아노 협주곡이다. 장르 일련번호에서는 《2번》이 되고 있지만, 실제로는 《1번》보다 먼저 작곡되고 있다.
이 협주곡은 개인 저택에서 연주하는 것을 상정하고 있어, 규모와 악기의 편성 면에서는 《1번》보다 작게 느껴지고, 하이든과 모차르트의 영향 또한 강하게 드리워져 있지만, 곳곳에 베토벤의 개성과 독창성이 나타나 있는 것을 엿볼 수 있다.

## 개요
종래에는 1793년경부터 작곡에 착수한 것으로 알려져 있었지만, 최근에는 1786년경(혹은 이듬해)부터 작곡에 착수한 것으로 판명되었다. 피아노 협주곡 작품의 순열로서는 《피아노 협주곡 0번 내림마장조, WoO 4》 다음으로 작곡에 착수한 것이다.
이 악곡에는 개정된 원고까지 네 종류의 원고가 존재하며, 이들 원고는 각각 베토벤이 본에 살던 시기(1790년 무렵, 베토벤은 당시 20세)부터 1798년(베토벤은 당시 28세)에 걸쳐 작성되었다. 초고(1786-90년)와 제1원고(1793년)에 이은 제3원고의 완성은 1795년 3월에 이루어지고 있으며, 같은 해 3월 29일에 빈의 부르크 극장에서 열린 빈 음악가협회의 자선 연주회에서 살리에리의 지휘와 베토벤의 피아노 독주로 초연이 진행되었다(이 초연은 베토벤에게 있어서 첫 빈에서의 데뷔였다). 그리고 1798년에 이 악곡은 프라하에서 재작업 및 재제안이 이루졌으며, 실제로는 1801년에 이르러 또 다른 수정을 거쳐 드디어 출판이 이루어지게 되었다.
최종 완성된 악보의 초판은 1801년 12월에 라이프 치히의 호프마이스터 운트 퀴넬 출판사를 통해 간행되었으며, 헌정은 빈의 궁중 고문관인 카를 니클라스 폰 니켈스베르크에 이루어졌다.
카덴차는 베토벤 자신이 한 작품을 썼으며, 81개의 마디로 되어 있다. 그의 후원자이자 제자인 오스트리아의 루돌프 대공을 위해 1809년경 쓴 것으로 알려져 있다.

## 개정
베토벤은 이 악곡에 관하여 네 차례에 걸쳐 개정을 실시했다. 하지만, 그의 서한에서 "별로 최고의 작품이라고 말할 수 없다"라고 말하고 있다.
| 원고와 작곡 시기 | 원고와 작곡 시기 | 비고 |
| ---------------- | ---------------- | --- |
| 초고             | 1786-90년        | 본에서 활동하던 시기에 완성되었다. |
| 제1원고          | 1793년           | 본래 최종악장으로 계획되었던 내림나장조의 론도(WoO 6)는 이 개정 시에 만들어져 같은 해에 연주되었지만, 베토벤은 세 번째 원고의 작업시 이 론도 악장을 제외했다(이 론도는 사후 발견되었다). |
| 제2원고          | 1794-5년         | 빈에서 작업되었다. 전술대로 계획되었던 론도 악장을 제외하고 현재 알려진 형태의 악장을 작성했다. 또한, 1악장의 일부와 피아노 파트의 변경을 시행했다.                                      |
| 제3원고          | 1798년           | 최종 원고. 베토벤의 세번째 프라하 여행 중(1798년 10월) 작업되었다. 이 네 번째 원고의 초연은 마찬가지로 프라하에서 행해졌다.                                                              |

실제로는 이 작품에 관하여 1801년에 또 다른 수정이 이루어지고 있다.

## 악기 편성
이 악곡의 악기 편성이 소규모인 이유는, 처음으로 귀족의 사저에서 연주하는 것을 상정하며 작곡했기 때문인 것으로 여겨진다.
| 독주 악기 | 독주 악기 | 오케스트라   | 오케스트라 | 오케스트라 | 오케스트라 | 오케스트라  | 오케스트라  |
| 독주 악기 | 독주 악기 | 목관 악기    | 목관 악기  | 금관 악기  | 금관 악기  | 현악 합주단 | 현악 합주단 |
| --------- | --------- | ------------ | ---------- | ---------- | ---------- | ----------- | ----------- |
| 피아노    | ●         | 플루트       | 1          | 호른       | 2          | 제1바이올린 | ●           |
| 기타      |           | 오보에       | 2          | 기타       |            | 제2바이올린 | ●           |
| 기타      | 바순      | 2            | 비올라     | 기타       | ●          |             |             |
| 기타      | 기타      |              | 첼로       | 기타       | ●          |             |             |
| 기타      | 기타      | 콘트라베이스 | ●          | 기타       |            |             |             |

## 악장 구성
이 협주곡은 전3악장으로 구성되며, 총 연주 소요 시간은 약 28분 정도이다.

### 제1악장. 알레그로 콘 브리오
내림나장조, 협주풍 소나타 형식, 4/4 박자. 13분에서 14분 정도 소요.
두 개의 상반된 동기로 구성된 주제로 시작되는 악장이다. 첫 번째 동기는 포르테로, 역동적이면서 독특함과 활력이 넘친다. 두 번째 동기는 본질적으로 칸타빌레로, 넓은 범위로 확산된다. 두 번째 주제로의 전환은 다장조에서 라장조로의 놀라운 반전을 통해 진행되는데, 이는 후기 베토벤의 특징이기도 하다. 이 주제는 내림라장조에 등장, 화려한 멜로디와 함께 노래하는 성격을 띠는데, 이것은 전체 악장에서 더 서정적인 특성을 만들어 내고, 피아노 파트의 구성에도 반영된다. 하지만, 《피아노 협주곡 1번》보다는 덜 비르투오스적이다. 악장 전체에서 반음계법을 종종 사용하는 것은 모차르트를 연상시킨다.
카덴차는 베토벤이 직접 작곡한 다소 어려운 것이 있다. 형식적으로 카덴차는 협주곡과는 매우 다르지만, 그것은 첫 번째 서두의 주제를 이용한다. 베토벤은 이 선율을 카덴차에 몇 가지 다른 방식으로 적용하고 있는데, 매번 그 특성을 바꾸면서 음악적 주제를 사용하고 느낄 수 있는 수많은 방법을 보여준다.

### 제2악장. 아다지오
내림마장조, 변주곡 형식에 의한 완서악장, 3/4 박자, 8분에서 9분 정도 소요.
아다지오는 꿈결 같은 변형 세트이다. 음악적 사고의 표현력은 《피아노 협주곡 1번》의 중간 악장에는 거의 미치지 못하지만, 이 악장에는 풍부한 시적 이미지가 포함되어 있다. 독주의 피아노는 다양한 형식으로 꾸며져 있다.

### 제3악장. 론도. 몰토 알레그로
내림나장조, 론도 소나타 형식, 6/8 박자, 5분에서 6분 정도 소요.
이 론도는 1795년에 쓰인 것으로, 그 해 이루어진 빈에서의 작품의 초연에서 바로 선보여지고 있다. 론도 소나타 형식의 사용은 하이든의 영향을 보여주는 것이다.
독주의 피아노는 최종 론도의 주요 주제를 제시한다. 여기에서 주목할 만한 것은 두 번째 박의 강조인데, 이는 변덕스럽고 탐구적인 성격을 띠게 한다. 중간 부분에서는 주제의 불규칙한 흐름을 유지하는 주요 주제를 단조로 효과적으로 전환한다. 전체적으로는 즐겁고 평온한 분위기를 갖고 있다.

## 영향
이 피아노 협주곡은 1795년 3월 29일에 빈에서 베토벤의 피아노 독주로 초연되었다. 베토벤은 이 작품을 최고의 작품 중 하나로 간주하지 않았으며, 1794-5년, 1798년에 재작업했다. 그리고, 1801년에 《피아노 협주곡 1번》과 함께 인쇄에 들어갔을 때 최종의 형태를 찾았다. 그럼에도 불구하고 베토벤은 1809년에 루돌프 대공을 위해 카덴차를 추가했다.
이 작품은 인기와 연주의 빈도 측면에서 베토벤의 다른 피아노 협주곡보다 다소 뒤쳐져 있다. 이 작품과 함께 베토벤의 초기 협주곡을 대표하는 《피아노 협주곡 1번》은 종종 더 높이 평가되고 자주 공연된다. 그럼에도 불구하고, 반론의 여지가 없는 특성으로 인해 오늘날 공연홀에서 작품이 전시되고 있다.